# Slovak Telecom

Logo

Slovak Telecom (tot 2004 officieel Slovenské telekomunikácie genoemd) is een telecommunicatiebedrijf dat opereert in Slowakije en daar het monopolie in handen heeft. De meerderheid (51 procent) is in het bezit van het Duitse Deutsche Telekom. Van de rest wordt 34 procent van de aandelen beheerd door het Slowaakse Ministerie van Transport, Post en Telecommunicatie, en 15 procent is in handen van het Nationaal Eigendom Fonds van de Slowaakse Republiek.